# Mitchell Kappenberg
Mitchell Kappenberg (* 5. Mai 1986 in Haarlem) ist ein ehemaliger niederländischer Fußballspieler.

## Karriere
Mitchell Kappenberg erlernte das Fußballspielen in den Jugendmannschaften von Waterwijk, Zwarte Schapen, Sporting Flevoland, FC Groningen, FC Omniworld und dem AZ Alkmaar. Beim AZ unterschrieb er 2005 auch seinen ersten Vertrag. Hier wurde er in der zweiten Mannschaft eingesetzt. 2007 wechselte er zum Zweitligisten FC Omniworld. Der Verein aus Almere spielte in der zweiten holländischen Liga, der Eerste Divisie. Bis Mitte 2010 absolvierte er 62 Zweitligaspiele. Die Saison 2020/11 spielte er beim HHC Hardenberg in Hardenberg. Von 2011 bis 2013 spielte er bei seinem ehemaligen Verein FC Omniworld, der sich mittlerweile in Almere City FC umbenannt hat. Für den Verein stand er 48-mal in der zweiten Liga auf dem Spielfeld. Mitte 2013 wechselte er nach Asien. Hier unterschrieb er in Thailand einen Vertrag beim Erstligisten Chiangrai United. Der Verein aus Chiangrai spielte in der höchsten thailändischen Liga, der Thai Premier League. Für Chiangrai absolvierte er zehn Erstligaspiele. Anfang 2014 kehrte er in seine Heimat zurück. Hier spielte er von 2014 bis Mitte 2017 für Ter Leede Sassenheim. Am 1. Juli 2017 verpflichtete ihn der VV Unicum Lelystad aus Lelystad. Hier stand er bis Juni 2022 unter Vertrag. am 1. Juli 2022 beendete er seine Karriere als Fußballspieler.